# チャールズ・ウェスト・コープ

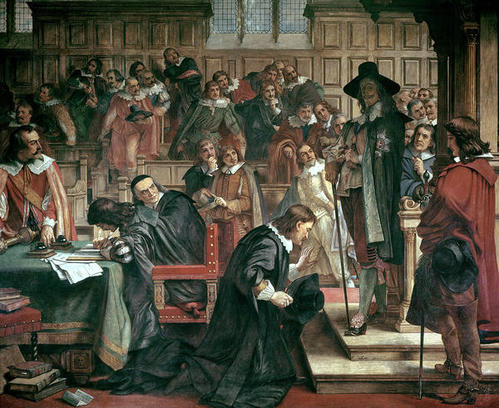
議会に乱入した国王チャールズ1世を窘める議長を描いたコープの作品

チャールズ・ウェスト・コープ（Charles West Cope RA、1811年7月28日 - 1890年8月21日）は、イギリスの画家、版画家である。風俗画やイングランドの歴史を題材にした作品を描いた。

## 略歴
リーズで、水彩風景画家で美術教師のチャールズ・コープの息子に生まれた。ミドルネームのウエストは父親の友人の有名な画家のベンジャミン・ウエストの名前にちなんでいる。母親も才能のあった水彩画家であったが、チャールズが生まれた少し後に亡くなった。
ロンドンのキャンバーウェルの寄宿学校に送られ、その後グレート・マーロウの学校に移るが、いじめにあって肘を骨折し、生涯曲がった腕のままになったとされる。リーズのグラマー・スクールに進んだ後も学校にはなじめなかった。1827年に、父親は馬車の事故で亡くなった。1827年にロンドンの私立の美術学校に入学した。この学校で、画家のフランシス・スティーブン・ケーリ(1808-1880)やチャールズ・ストーンハウス(Charles Stonhouse: 1807-1883)と友人になった。1828年にロイヤル・アカデミー・オブ・アーツの美術学校の生徒となり、1829年に芸術協会の展覧会で入賞した。
1832年にパリを訪れ、ルーヴル美術館でティツィアーノやレンブラントといった巨匠の作品を模写して修行した。1833年にロイヤル・アカデミーの展覧会に初出展し、その年イタリアに渡り、2年間滞在した。イギリスに戻った後、ロンドンに住み、作品も高く売れるようになった。1839年から1840年にかけてリーズの教会から注文を受けて祭壇画を描き、1841年にロイヤル・アカデミーの展覧会にも展示した。1840年に医者の娘と結婚し、1841年からロンドンの中心のケンジントンに住んだ。
ウィリアム・ホルマン・ハントやリチャード・レッドグレイヴ、サミュエル・パーマーといった画家が活動したイギリス・エッチング・クラブ（English Etching Club）の設立会員となった。エッチング・クラブは会員が挿絵を描いたオリヴァー・ゴールドスミスやシェークスピア、ジョン・ミルトンといった有名な作者の書籍をいくつか出版した。
国会議事堂の内装のための装飾画のデザイン・コンクールに出展し 1843年に賞金を獲得し、1844年には貴族院の装飾画の下絵の注文を受けた。コープは国会議事堂の装飾の仕事でイングランドの歴史的な出来事を題材に描いた。1844年にロイヤル・アカデミーの準会員に選ばれ、1848年には正会員に選ばれた。
1867年に王立アカデミーの絵画教授に任命され、1875年まで年に6回ほどの講義を行った。
1868年に妻が亡くなった後1879年に再婚した。1882年までロイヤル・アカデミーで展示を続けて引退し、1890年にドーセットのボーンマスで亡くなった。
息子のアーサー・ストックデイル・コープ(Arthur Stockdale Cope: 1857-1940)は有名な肖像画家になった。

## 作品

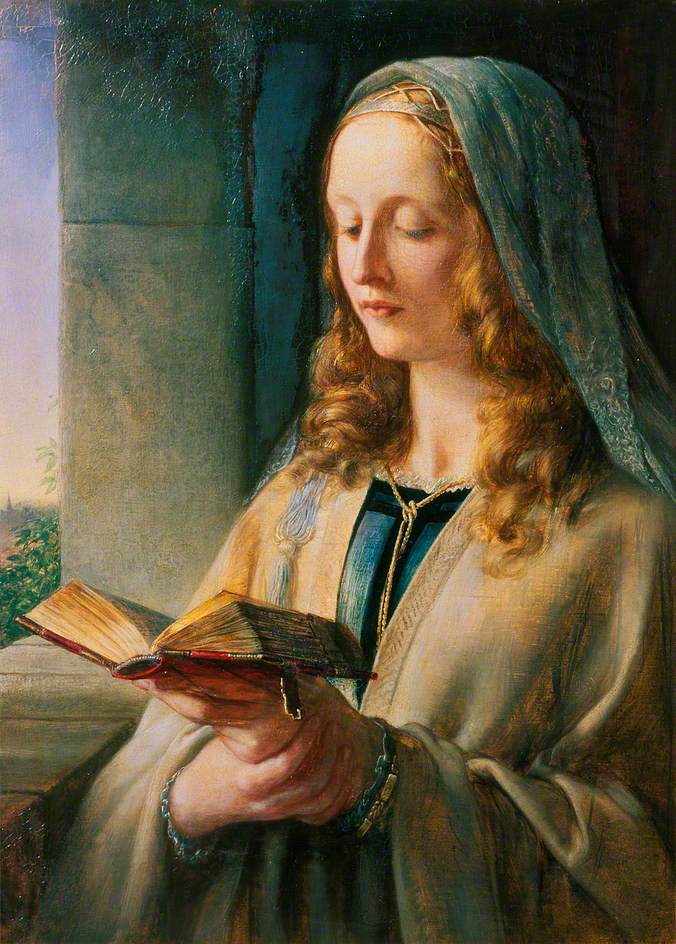
瞑想する乙女 (1847) ヴィクトリア&アルバート博物館
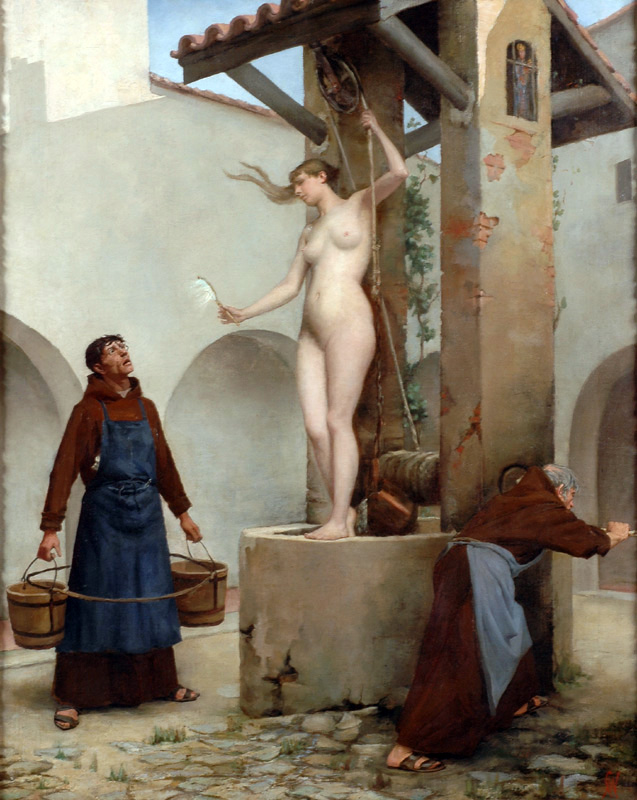
井戸の精霊
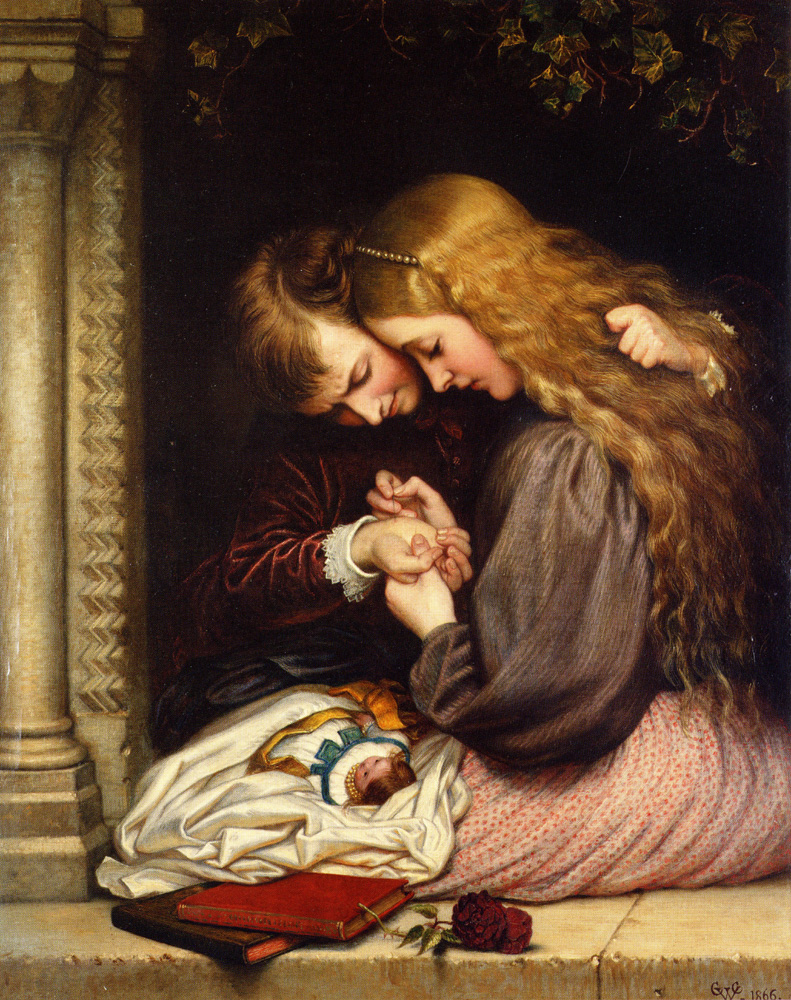
"The Thorn" (1886)
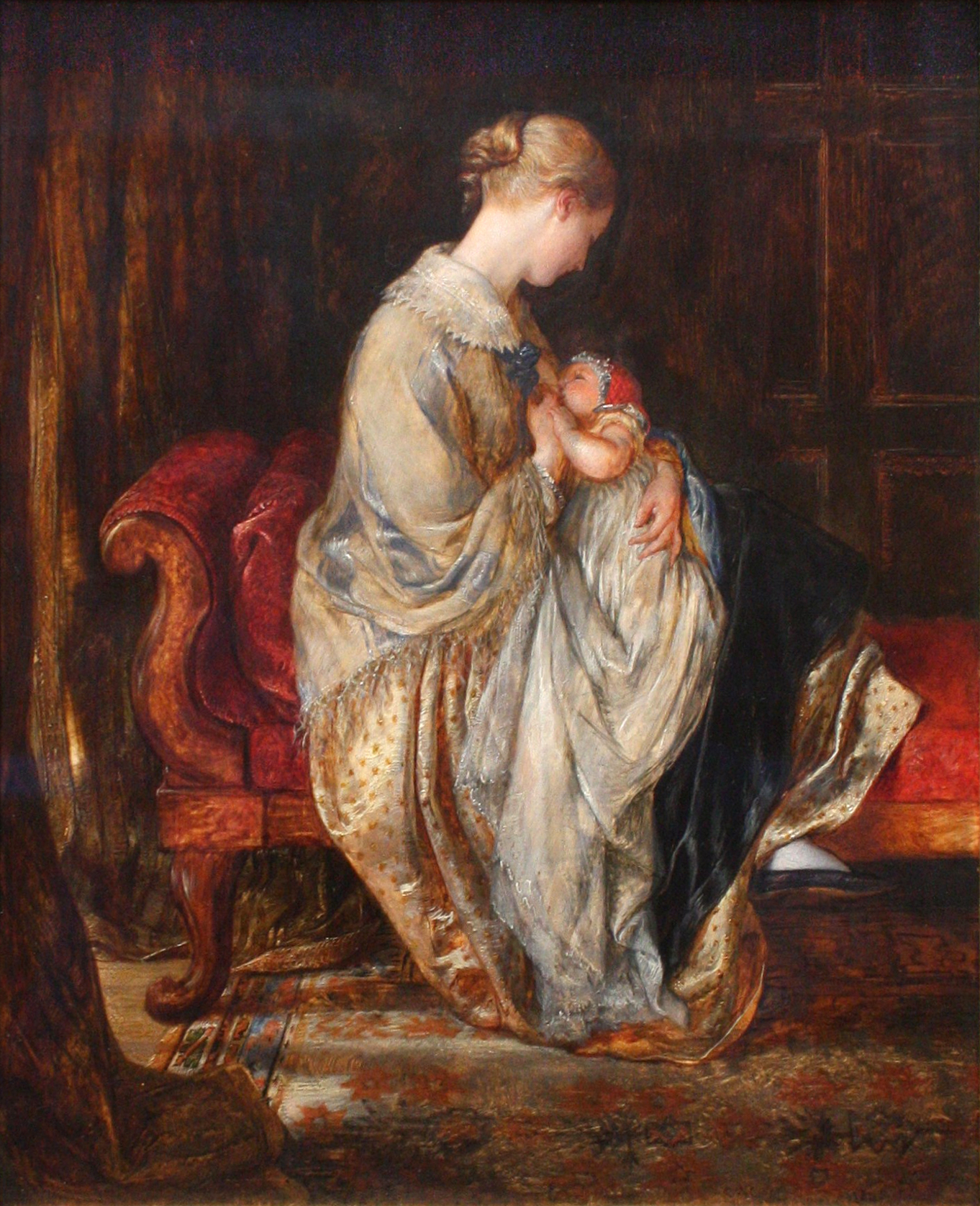
若い母親　(1846)

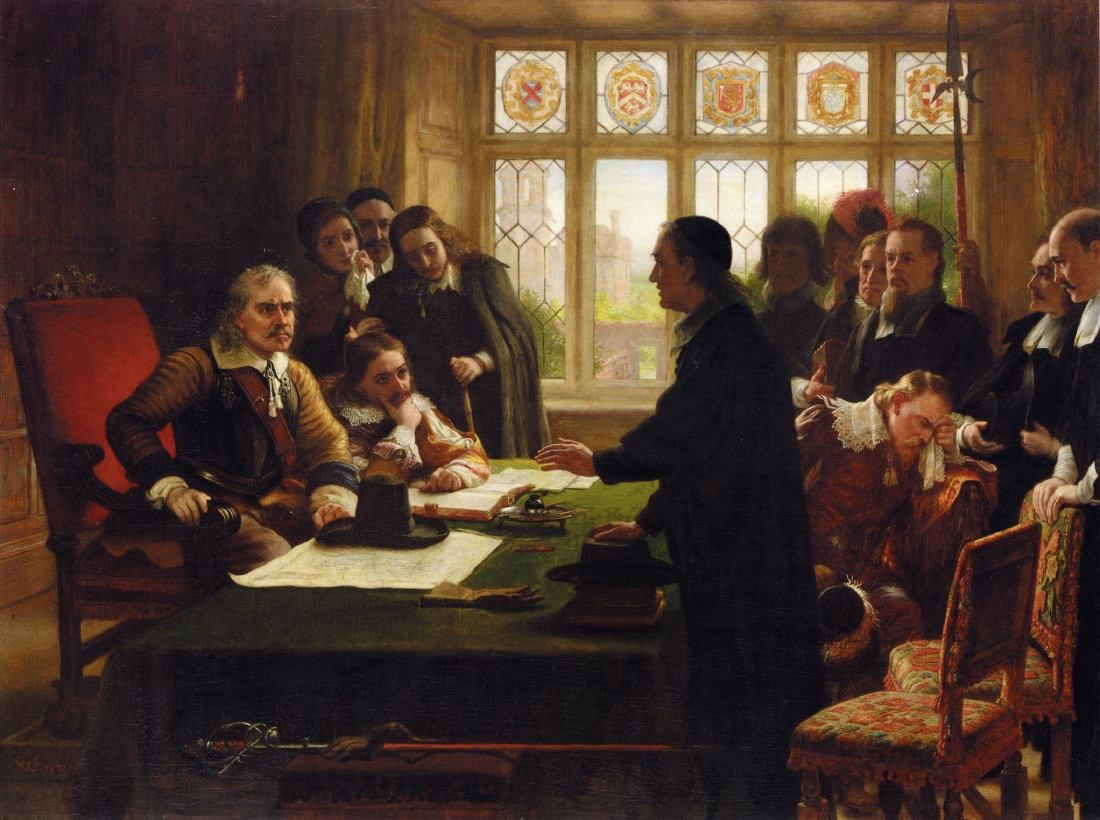
スイスのプロテスタント支援を求める代表団を受け入れるオリバー・クロムウェルら (1872)
『オセロ』の場面 (1868) Parliamentary Art Collection
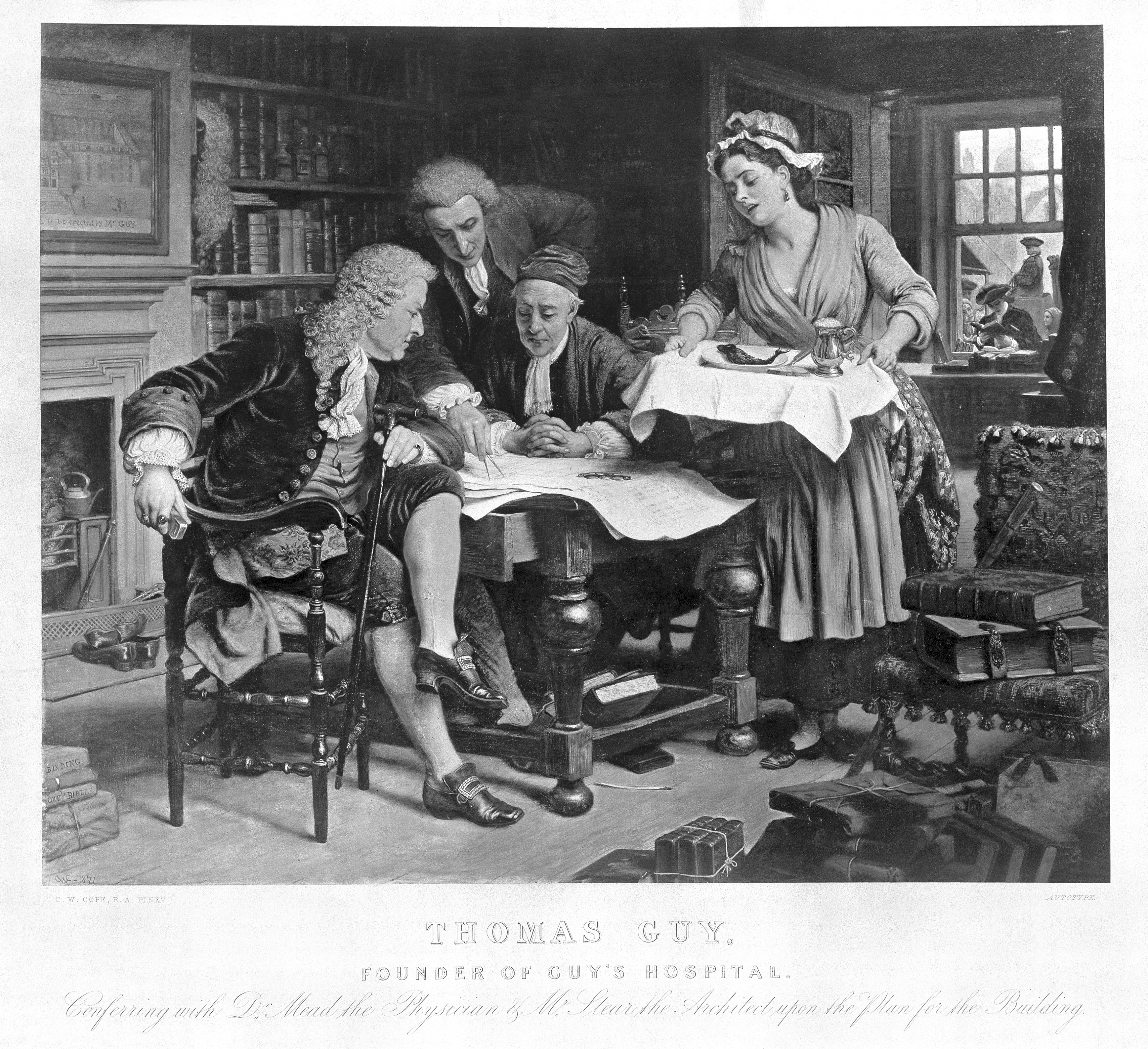
政治家、慈善家もトーマス・ガイを描いたの版画作品